# 광산김씨 예안파 종가 전적
광산김씨 예안파 종가 전적(光山金氏 禮安派 宗家 典籍)은 경상북도 안동시에 있는 조선시대의 전적류이다. 1990년 3월 2일 대한민국의 보물 제1019호로 지정되었다.

## 개요
광산김씨 예안파 종가댁의 문중에는 고문서 이외에도 전적 약 3천여권이 보관되어 있다. 그 중 서첩을 포함한 13종 61점이 보물로 지정되어 있다. 간략하게 그 전적과 서첩 목록을 살펴보면 다음과 같다.

### 전적
『서전(書傳)』은 7책으로, 채침이 편찬한 것이며, 김부의가 늘 손에 들고 다니던 수택본(手澤本)이다. 유학자들이 꼭 읽어야 했던 책이다.『송조명신언행록』은 17책으로, 청도군에서 간행하였으며, 『 매월당집』은 10책으로, 매월당 김시습의 문집이며, 선조의 명으로 간행되었다.
『점필재집』은 완질이며 5책으로, 김종직의 문집이다. 『역대명감』은 6책으로, 역대 군신 후비가운데 귀감이 될 수 있는 행적을 편찬한 것이다. 『주자대전』은 2책으로, 송나라 주희가 저술한 책이며, 『징비록』은 2책으로, 유성룡이 저술한 책이다.
『근사록』은 1책이며,『주자실기』은 5책이다. 『논어집주』은 1책으로, 송나라 주희가 주를 단 책으로, 완질이다.

### 서첩
「퇴계선생유묵」은 8장 17면으로, 퇴계 이황이 직접 손으로 쓴 김효로의 묘비명이며, 「퇴계선생서법」은 1첩 30면으로, 칠연시 56자와 제목을 합한 60자를 필사한 것으로, 퇴계 이황의 자필이다.
「별시첩(別時帖)」은 1첩 17장으로, 동료의 효행을 기리는 시문을 한 첩으로 엮은 것이다.
위와 같이 이러한 전적들은 조선시대에 간행된 것들로서 당시의 시대상황을 엿볼 수 있는 귀중한 역사 자료로서 평가된다.

## 참고 자료
- 광산김씨 예안파 종가 전적 - 국가유산청 국가유산포털